# Nakło nad Notecią (gmina)
Pour les articles homonymes, voir Nakło.
Nakło nad Notecią est une gmina mixte du powiat de Nakło, Couïavie-Poméranie, dans le centre-nord de la Pologne. Son siège est la ville de Nakło nad Notecią, qui se situe environ 28 km à l'ouest de Bydgoszcz.
La gmina couvre une superficie de 186,97 km2 pour une population de 32 075 habitants.

## Géographie
La gmina est bordée par les gminy de Białe Błota, Kcynia, Mrocza, Sadki, Sicienko et Szubin.